# Stictoptera phryganoides
Stictoptera phryganoides là một loài bướm đêm trong họ Noctuidae.